# Astral disaster
Astral disaster is een livealbum van  'ramp opgenomen in het Planetarium van Bochum, Duitsland. Daar vinden meer concerten plaats rondom elektronische muziek. Onder andere Ron Boots heeft daar ook opgetreden. Er verschenen 300 exemplaren. het optreden vond in twee gedeelten plaats: flatten them! (nrs. 1-4) en doomsday is family time (nrs. 5-8).

## Musici
- Stephen Parsick – synthesizers, elektronica

## Muziek
| Nr. | Titel                      | Duur  |
| --- | -------------------------- | ----- |
| 1.  | forever returning          | 7:15  |
| 2.  | blast                      | 11:08 |
| 3.  | rather far out             | 5:51  |
| 4.  | halo inductor              | 13:41 |
| 5.  | the nameless is the origin | 9:30  |
| 6.  | oscillator planet          | 5:20  |
| 7.  | astral disaster            | 8:04  |
| 8.  | jericho                    | 15:40 |